# Jacek Łopacki
Jacek Łopacki (ur. ok. 1620 w Krośnie, zm. 16 maja 1702) – polski lekarz, profesor Akademii Krakowskiej. Autor pracy o epilepsji.

## Życiorys
Był synem rajcy Jana Łopackiego i jego żony Elżbiety. Ukończył Szkołę Nowodworskiego w Krakowie, po czym studiował w Akademii Krakowskiej, gdzie uzyskał stopień magistra 1642. Po zdobyciu wymaganego wykształcenia filozoficznego udał się do Padwy dla odbycia studiów lekarskich. Został promowany na doktora medycyny 22 grudnia 1644 po powrocie do Krakowa rozwinął praktykę lekarską. 16 marca 1650 został obywatelem Krakowa, a w 1654 wszedł w skład Rady Miejskiej. Godność rajcy pełnił do końca życia przez 48 lat. W latach okupacji szwedzkiej bronił profesorów Akademii, żeby nie musieli Szwedom składać przysięgi. W 1662 był powołany do rewizji ksiąg miejskich znajdujących się w ratuszu. W 1669 wszedł w skład komisji mającej badać fortyfikacje miasta. W odpowiedzi na apel rektora Franciszka Rolińskiego podjął starania o przyjęcie go do grona profesorów Wydziału Lekarskiego. Przedstawił Wydziałowi rozprawę De epilepsia, która stała się przedmiotem obrony. Został profesorem Akademii Krakowskiej 5 września 1658 obejmując katedrę anatomii z fundacji Jana Zemełki. Wielokrotnie był dziekanem Wydziału, wybrany w 1684 rektorem, godności tej nie przyjął. W 1680 wyjechał wraz z poselstwem polskim do Hiszpanii i Portugalii, pełniąc nad nim opiekę lekarską. Był lekarzem kapituły krakowskiej. Pracował również jako lekarz w Szpitalu Św. Ducha. W 1683 brał udział w powitaniu powracającego spod Wiednia Jana III, a w 1697 witał jako burmistrz miasta wjeżdżającego do Krakowa Augusta II. Był właścicielem kilku kamienic w Krakowie, posiadał też grunt na Kawiorach.

## Rodzina
Jacek Łopacki był dwukrotnie żonaty w 1650 poślubił Elżbietę Winklerównę. Z małżeństwa tego pochodzili synowie Jan, będący w służbie dworskiej u Czartoryskich, oraz lekarz-okulista Stanisław Antoni. Z małżeństwa z Elżbietą Kencówną zawartego w 1689 miał dwóch synów: Jacka Augustyna lekarza i archiprezbitera kościoła Najświętszej Panny Marii i Franciszka.